# العلاقات الكينية الفلسطينية
العلاقات الكينية الفلسطينية تشير إلى العلاقات الخارجية بين كينيا ودولة فلسطين.
حازم شبات سفير فلسطين لدى كينيا. فلسطين لديها سفارة في نيروبي. وتؤيد كينيا حل الدولتين للصراع الإسرائيلي الفلسطيني.

## تاريخ
اعترفت كينيا بالدولة الفلسطينية في مايو/أيار 1989. وفي عام 2016، اشتكت فلسطين من زيارة الرئيس أوهورو كينياتا لحائط البراق والمستوطنات الإسرائيلية في الضفة الغربية دون زيارة المدن الفلسطينية.
قامت الشرطة الكينية بتوزيع منشورات للاحتجاج على الهجمات الإسرائيلية على غزة في مايو 2021 خلال الأزمة الإسرائيلية الفلسطينية 2021. وحثت كينيا على وقف التصعيد في الصراع.
في 24 مايو 2023، امتنعت كينيا عن التصويت على الصحة الفلسطينية في منظمة الصحة العالمية. وطالب حازم شبات، سفير فلسطين لدى كينيا، إسرائيل بوقف بناء المستوطنات غير القانونية في الضفة الغربية في مايو 2023 في محاضرة بجامعة نيروبي. وأدان الرئيس الكيني وليام روتو هجوم حماس على إسرائيل في 7 أكتوبر 2023 وأيد سياسة إسرائيل. ونظم الحزب الشيوعي الكيني احتجاجات مؤيدة لفلسطين فرقتها الشرطة. ونظمت منظمة "كينيون من أجل فلسطين" عروض أفلام عن فلسطين ودعوا إلى مقاطعة الشركات الإسرائيلية. كما أعرب الأئمة المسلمون في كينيا عن دعمهم للفلسطينيين خلال حرب 2023. اعتقل ثلاثة متظاهرين من مظاهرة نظمتها لجنة التضامن الفلسطيني الكينية في مكتبة ومقهى تشيتشي. قاد الاحتجاجات محمد علي [الإنجليزية]، عضو البرلمان، في 22 أكتوبر 2023 في مومباسا. ووجهت رئيسة البرلمان انتقادات لاذعة لعضوة البرلمان فرح معلم لارتدائها الكوفية الفلسطينية. قال يوجين وامالوا، سكرتير مجلس الوزراء الكيني السابق، إن كينيا لا ينبغي أن تختار جانبًا في الصراع الإسرائيلي الفلسطيني.